# Dolceacqua
Dolceacqua ist eine italienische Gemeinde in der Provinz Imperia in Ligurien mit 2155 Einwohnern (Stand 31. Dezember 2023). Der Ort liegt etwa 10 km nördlich von Ventimiglia im Val Nervia. Die angrenzenden Gemeinden sind Airole, Apricale, Breil-sur-Roya, Camporosso, Isolabona, Perinaldo, Rocchetta Nervina, San Biagio della Cima und Ventimiglia.
Das Dorf wird überragt vom »Castello dei Doria«. 1270 verkauften die Grafen von Ventimiglia die Burg und Herrschaft Dolceacqua an Oberto Doria aus Genua, dessen Familie sie bis 1942 besaß. Im österreichischen Erbfolgekrieg wurde das Schloss 1744 von französischen und spanischen Truppen zerstört, ein Erdbeben von 1887 ließ die Ruine teilweise einstürzen. Die Doria nahmen im Palazzo Doria und im Palazzo Doria Garoscio ihren Wohnsitz.
Eine weitere bekannte Sehenswürdigkeit ist die Brücke, die, obwohl schon in der Mitte des 13. Jahrhunderts erbaut, den Fluss Nervia in einem einzigen Bogen (> 30 m) überspannt: die Ponte Vecchio di Dolceacqua. Claude Monet wurde 1884 durch diese Brücke zu einem Gemälde inspiriert. Er nannte sie ein »Juwel der Leichtigkeit«.
In der Umgebung von Dolceacqua wird auch der einzig nennenswerte DOC-Rotwein Liguriens angebaut – der Rossese di Dolceacqua.

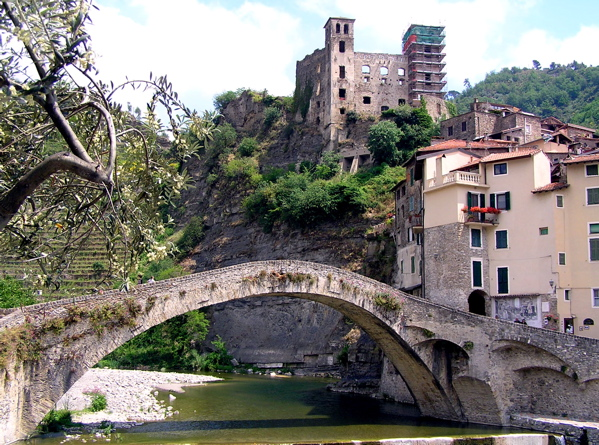
Brücke über die Nervia und Blick auf das Castello dei Doria
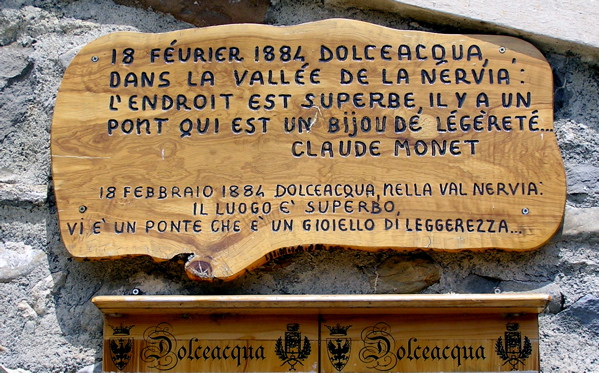
Hinweistafel, dass Claude Monet 1884 hier war
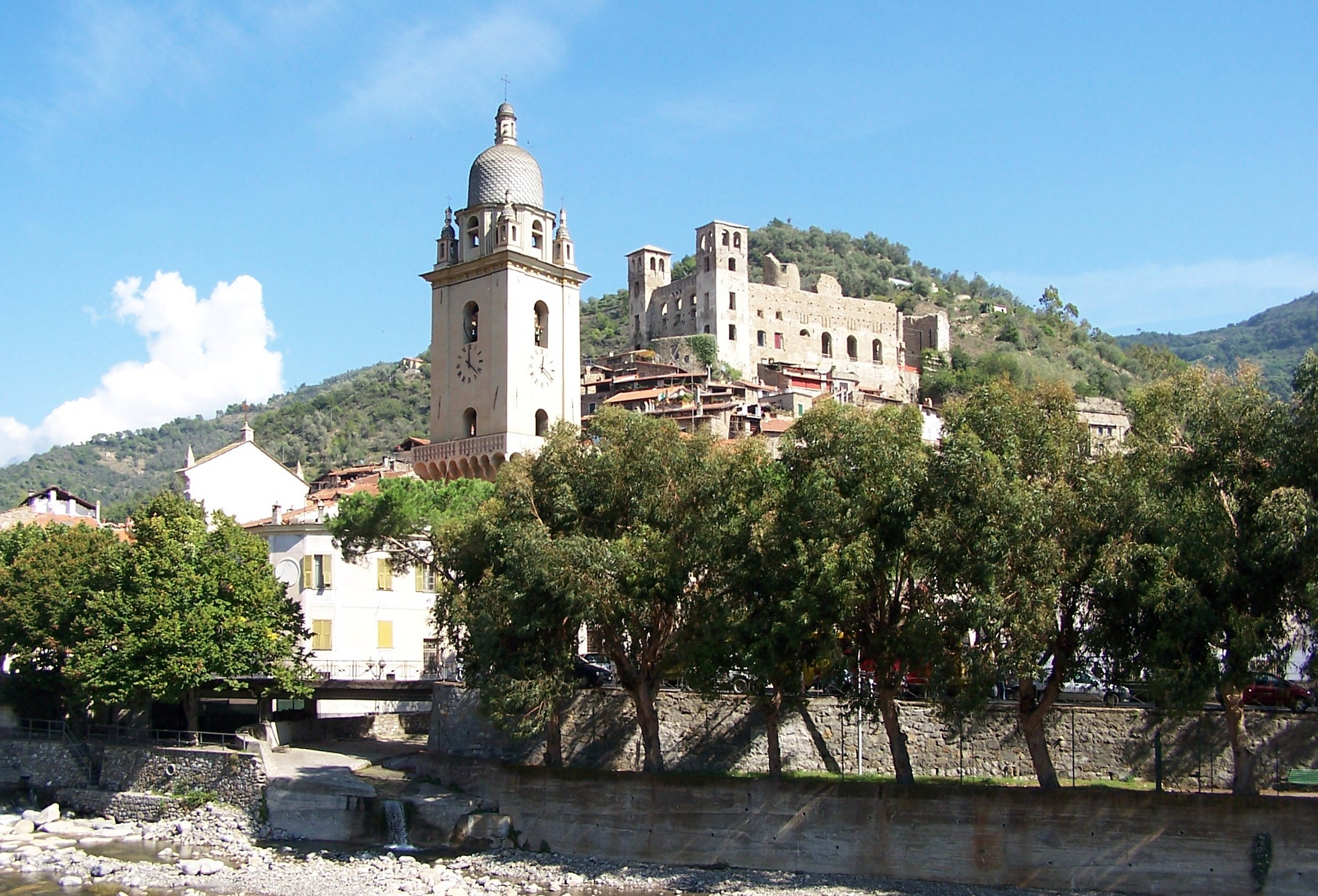
Kirche und Burg
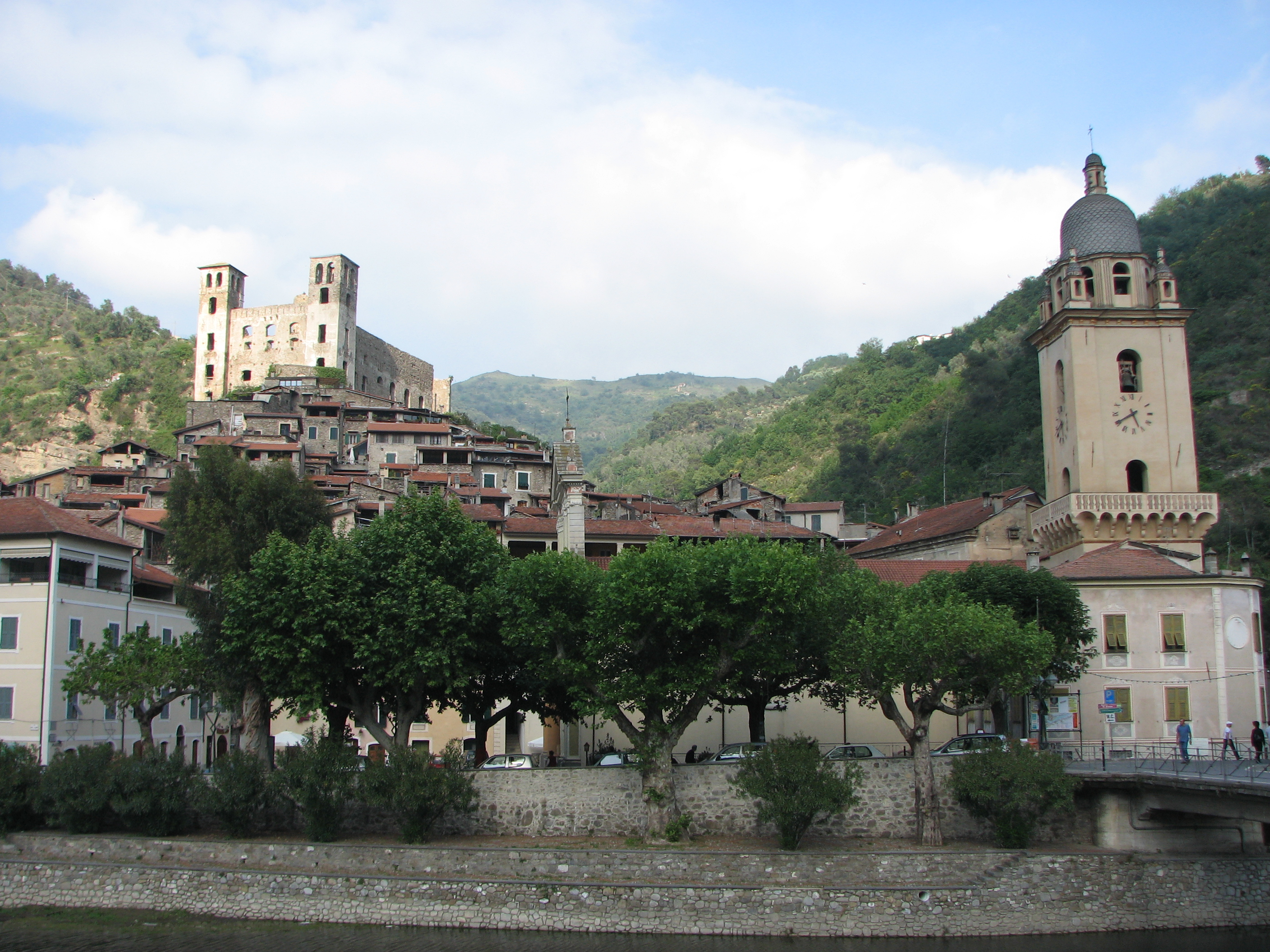
Blick auf das Dorf
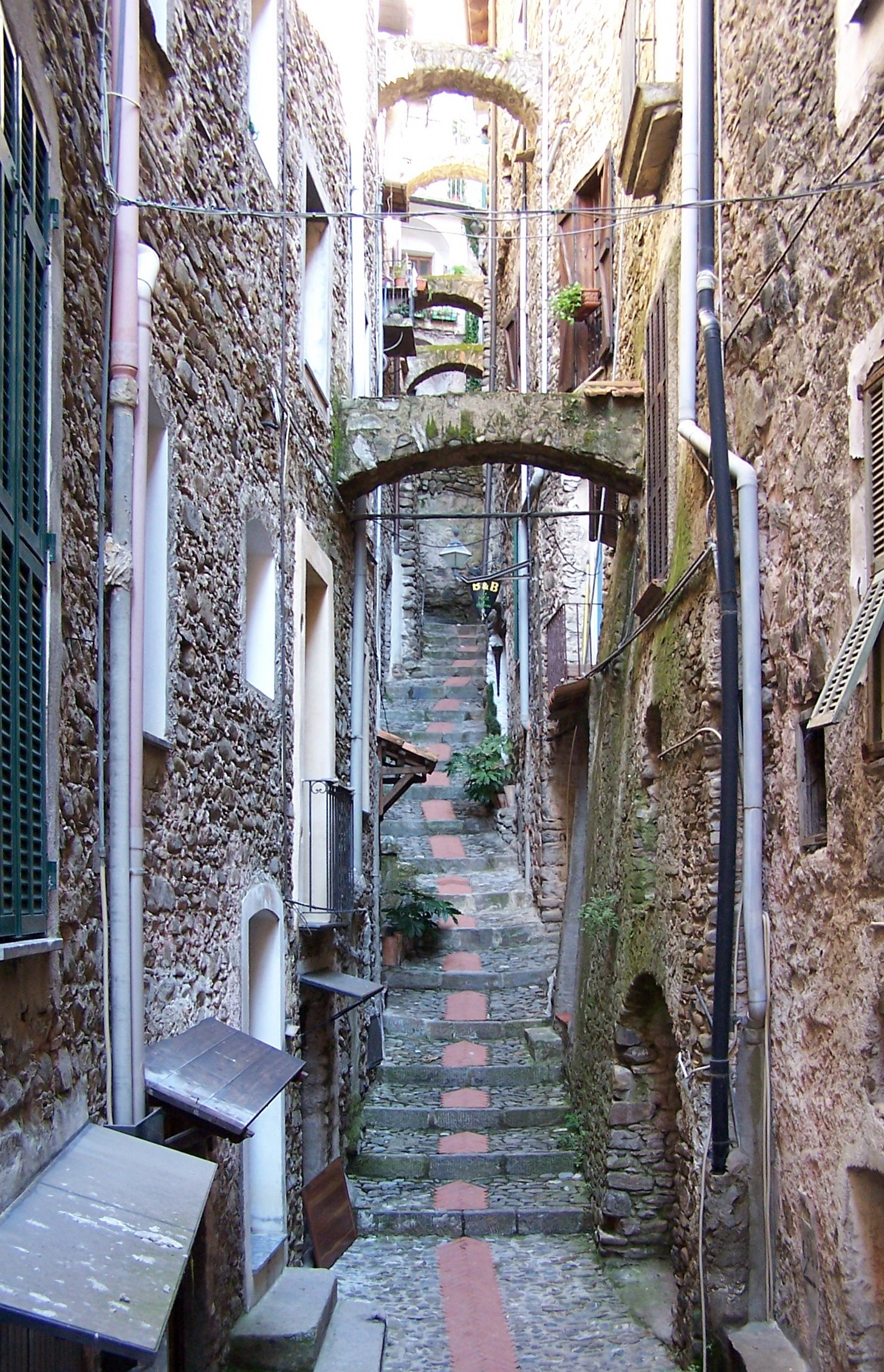
Gasse
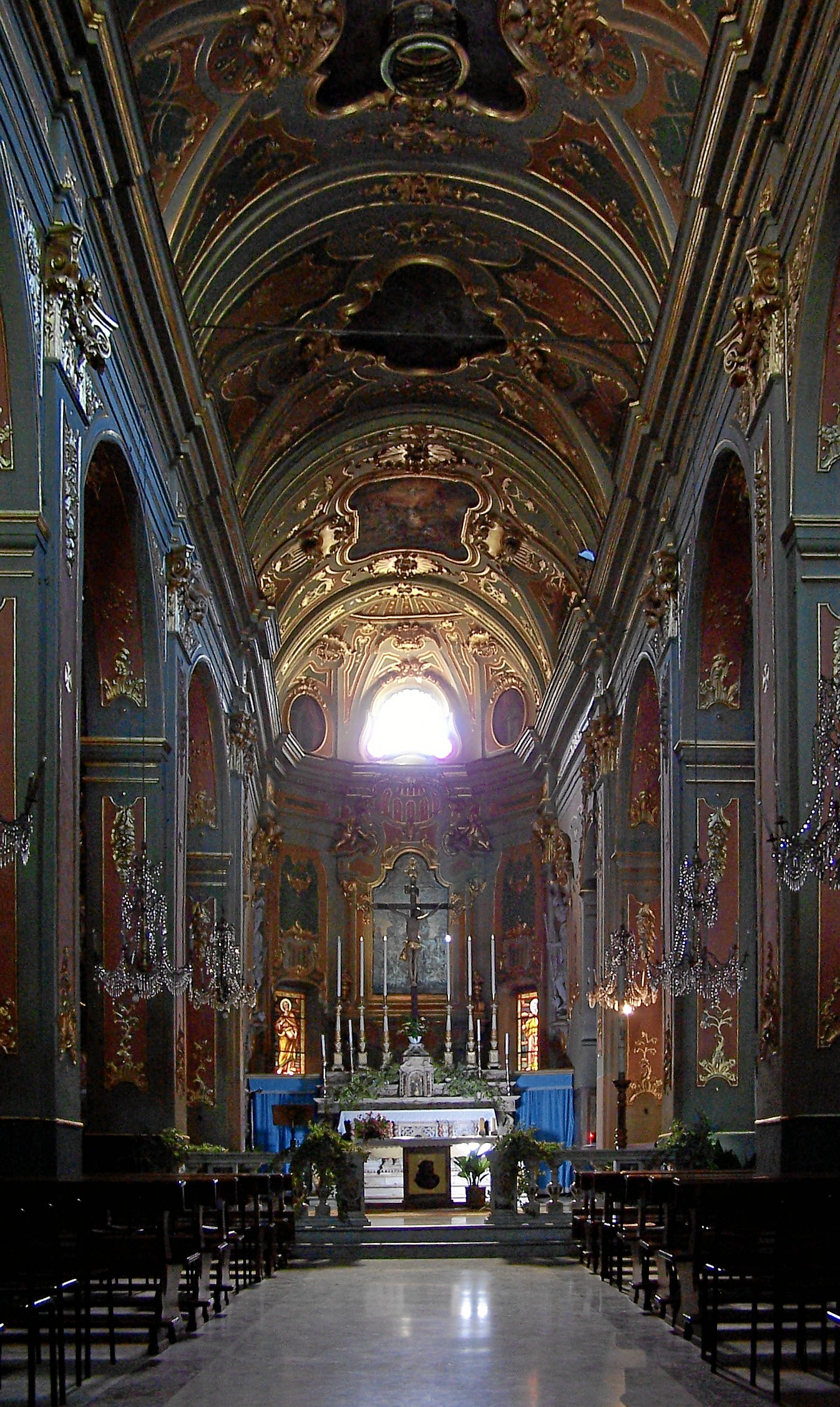
Inneres der Kirche